# Eugen Salzer
Carl Eugen Salzer (* 17. September 1866 in Heilbronn; † 2. April 1938 ebenda) war ein deutscher Verleger, der hauptsächlich evangelisch-theologische, heimatgeschichtliche und regionalgeschichtliche Literatur verlegte. Der von ihm 1891 in Heilbronn gegründete Eugen-Salzer-Verlag bestand dort bis 1999.

## Leben
Salzer wuchs in Heilbronn auf, wo er auch zur Schule ging und eine Ausbildung zum Buchhändler machte. Nach beruflichen Stationen in Basel und Berlin kehrte er nach Heilbronn zurück und gründete dort am 1. Oktober 1891 den Eugen-Salzer-Verlag, bei dem schwerpunktmäßig evangelisch-theologische, heimatgeschichtliche und regionalgeschichtliche Bücher erschienen, seit den 1920er-Jahren vermehrt auch deutschbaltische Literatur. Salzer verlegte Bücher von Autorinnen und Autoren wie Hermann Hesse, Isolde Kurz, August Lämmle und Anna Schieber. 1912 startete er die erfolgreiche Reihe Taschenbücherei deutscher Dichter, die 1934 in Salzers Volksbücherei umbenannt wurde. Ab 1929 arbeitet auch Salzers Sohn Fritz (1909–1943) im Verlag mit, unter dessen Einfluss auch nationalsozialistische Literatur bei Salzer erschien. Eugen Salzers letztes verlegerisches Projekt war eine umfangreiche Geistesgeschichte des Tübinger Stifts, die 1938 unter dem Titel Stiftsköpfe erschien. Nach Salzers Tod im selben Jahr schrieb Theodor Heuss seinen Nachruf.

## Familie
Salzers Vater Johann Jakob Salzer (1798–1879) war aus Dettingen an der Erms nach Heilbronn gekommen und hatte dort mit seiner ersten Ehefrau Elisabeth († 1860) eine Lackiererei gegründet, die sich zur Lackfabrik entwickelte. Dieser ersten Ehe entstammt der Kunstmaler Friedrich Salzer (1827–1878). 1864 heiratete Johann Jakob Salzer erneut, der Verbindung mit seiner zweiten Frau Caroline, geb. Haas, entstammt Eugen Salzer.
1903 heiratete Eugen Salzer die Stuttgarter Metzgerstochter Elise Wimpff (1875–1972). Aus der Ehe gingen drei Söhne und eine Tochter hervor, darunter die Söhne Fritz (1909–1943) und Hartmut (1916–1993), die beide später den Verlag leiteten.